# Dnister-Liman
Der Dnister-Liman (ukrainisch Дністровський лиман Dnistrowskyj Lyman) ist ein  Mündungsarm des Flusses Dnister in das Schwarze Meer.
Der nördliche Teil des Limans ist ein geschütztes Ramsar-Feuchtgebiet.

## Geographie

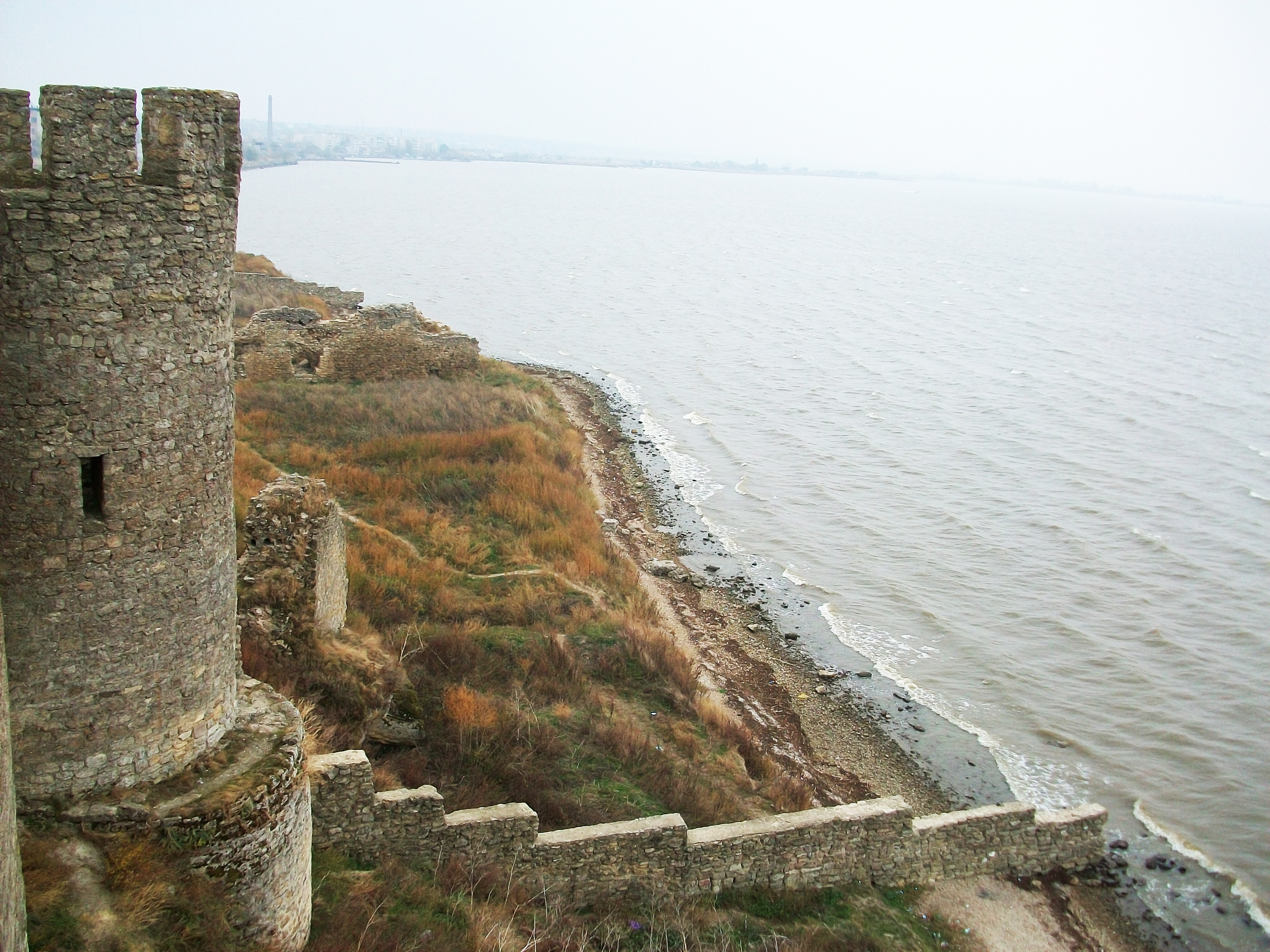
Festung Akkerman am Dnister-Liman

Der Liman liegt in der Region Odessa zwischen dem Rajon Owidiopol und  dem Rajon Bilhorod-Dnistrowskyj am nordwestlichen Ufer des Schwarzen Meeres.

Die Mündung ist durch eine breite (von 40 bis 500 Meter) Sandbank (Buhas) vom Schwarzen Meer getrennt und mit diesem durch die schmale Dnister-Passage verbunden.

## Weblinks

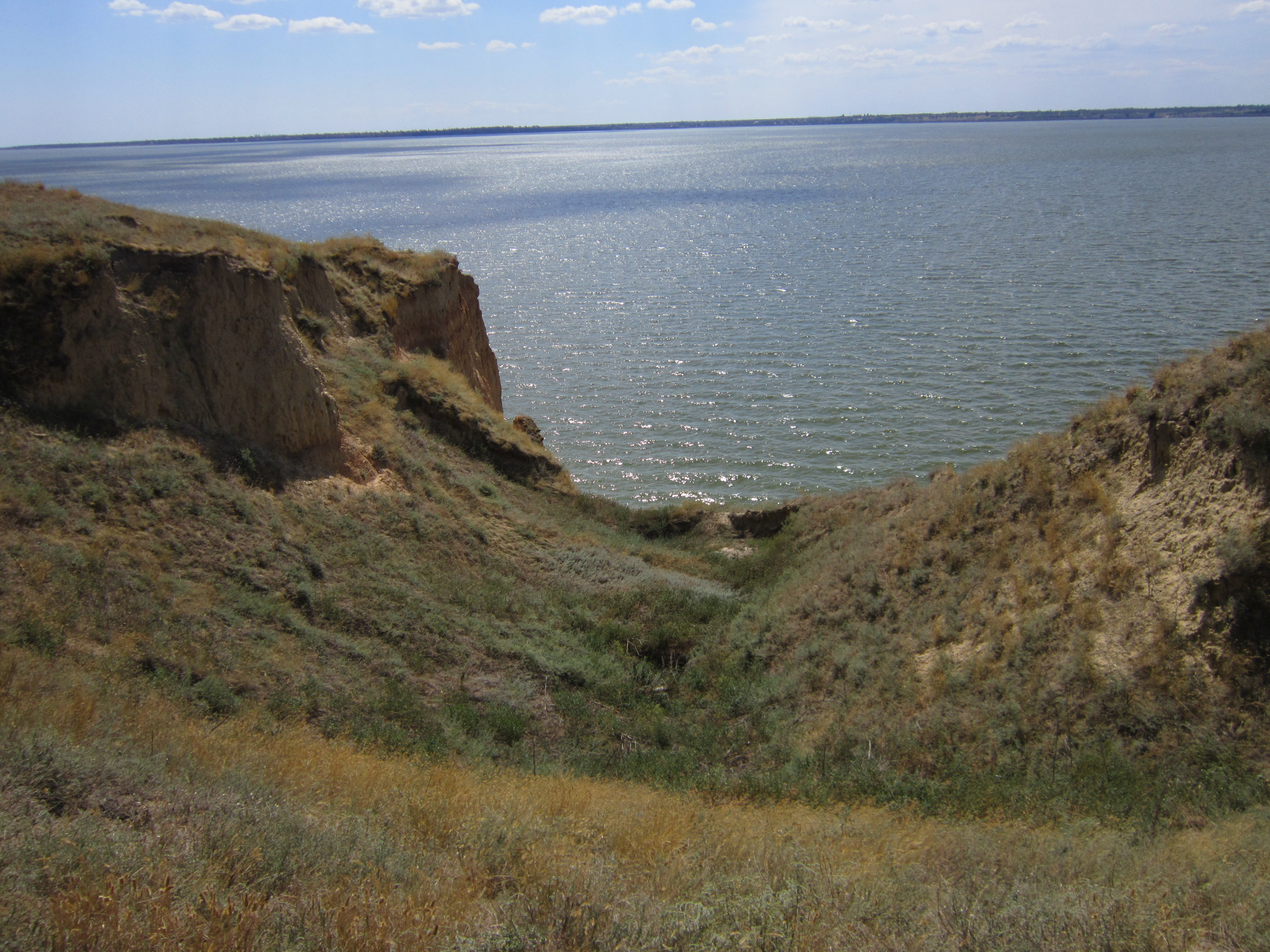
Das Dorf Roksolany ist die antike Stadt Nikonion
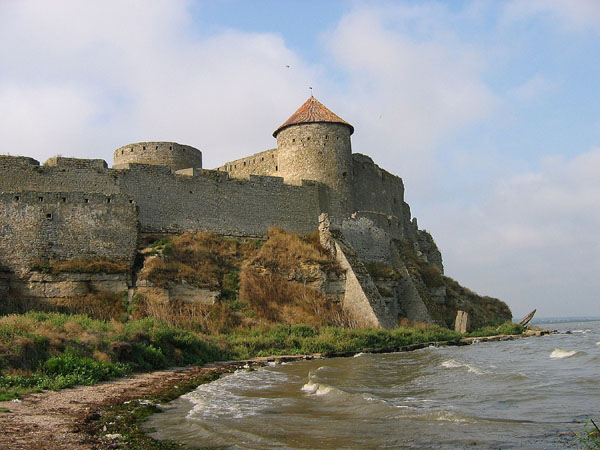
Festung Akkerman in Bilhorod-Dnistrowskyj
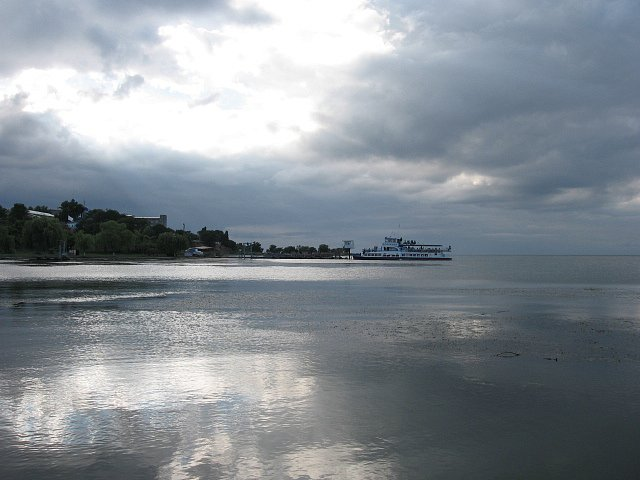
Versandung im Mündungsbereich

## Flora und Fauna

### Pflanzenwelt
- Schilfrohr (Phragmites australis)
- Seggen (Carex)

### Tierwelt

#### Fische
- Brachse (Abramis brama)
- Karpfen (Cyprinus carpio)
- Zander (Sander lucioperca)
- Flussbarsch (Perca fluviatilis)
- Hecht (Esox lucius)

#### Vögel
- Schlammläufer (Limnodromus)
- Stockente (Anas platyrhynchos)
- Höckerschwan (Cygnus olor)